# Μg/l
µg/l (microgram per liter) is een aanduiding voor de massaconcentratie van een bepaalde stof.

## Verbastering
'µg/l' wordt nogal eens verbasterd tot 'ugl', en dan uitgesproken als "uggel" of "uu-gee-el". De Griekse kleine letter mu (μ), de aanduiding voor het voorvoegsel micro (voor een miljoenste deel), wordt in deze context vaak foutief als 'u' gelezen of afgedrukt; wat resulteert in ug/l of zelfs ugl.

## Gebruik
De maat wordt onder meer gebruikt door de politie om de hoeveelheid alcohol in het bloed aan te geven (het alcoholpromillage, het aantal gram alcohol per liter). Deze mag volgens veel de wetgeving van veel landen, zoals de Nederlandse Wegenverkeerswet, de 0,5 niet overschrijden.
De maat wordt tevens bij waterkwaliteitsmetingen en -normstelling gebruikt, van drinkwater, grondwater en oppervlaktewater om gezondheidsrisico's te verkleinen. In Nederland geldt volgens de Waterwet vaak een maximaal acceptabel geachte waarde van 0,1 µg/l in het innamewater, bijvoorbeeld van bestrijdingsmiddelen in het grondwater.